# 東電広告
東電広告株式会社（とうでんこうこく）は、かつて東京電力の子会社の広告会社で、東京電力の電柱を活用した電柱広告などを行っていた。東電グループ再編にて吸収され消滅。

## 沿革
1931年（昭和6年）、前身となる合資会社電燈廣告社を主体として、東京電燈（現・東京電力）所有の電柱を使用した電柱広告を行う電燈廣告株式会社を設立。1957年に、巻広告の下部に町名・地番の記載を開始。1959年からは、看板の材質を木枠から鉄板に変更した。1962年に、東電広告株式会社に社名変更。1968年からは、東京電力より配電線路の図面の管理業務を受託した。1969年には、本社を港区赤坂から渋谷区神泉町に移転、2001年には神泉町に新社屋が完成した。東電広告、東電ホームサービス、東電タウンプランニングの三社は、2013年7月1日をもって東電タウンプランニングを存続会社として合併した。

## 事業内容
東京電力の電柱を活用した電柱広告を主力とする。看板制作を行う子会社として1953年に大同塗装工業株式会社（現大同工芸）、1962年は東宣工藝株式会社を設立している。2002年からは巻広告に表示したQRコードにより、電柱広告とインターネットとを連携させた「街あど」を開始した。中でも病院・医院の広告は約25,800件の掲示があり、Yahoo!ヘルスケアと提携するなど病院・医院に特化したPR支援業務も行う。キャラクターを使用した電柱広告については、リラックマやガチャピン・ムックなどと提携している。
このほか、新聞やラジオ・テレビ広告、ポスター、イベントなども取り扱う。